# Решетар Іван
Решетар Іван, Решетар Джон-Стівен (англ. John S. Reshetar, Jr.) (*1924 –†2015) — історик, фахівець із історії та політичного життя СРСР.

## Біографія
Народився в Міннеаполісі (США) 1924 року, викладав політичні науки у різних американських університетах, звичайний професор (з 1962) у Вашингтонському університеті в Сіетлі. Дійсний член УВАН.
Професор-емерит (професор на пенсії) Вашингтонського університету у Сіетлі,.
Помер 7 лютого 2015 в Сіетлі.

## Праці
Автор низки праць з історії української революції та національно-визвольних змагань 1917—21, а також студій, присвячених політичній історії СРСР, радянській зовнішній політиці, модернізації радянського суспільства та ін. У студії «The Ukraine and the Dialectics of Nation-Building» (спільно з О.Пріцаком), опублікованій уперше в ж. «Slavic review» (1963), висловив думку про 5 стадій українського національного руху кінця 18 — 19 ст.: новгород-сіверську, харківську, київську, женевську та галицьку.
Автор праць із новітньої історії України та СРСР, серед яких:
- The Ukrainian Revolution, 1917-20: A Study in Nationalism (Princeton: Princeton University Press, 1952)[8].
- Lenin on the Ukraine // The Annals of the Ukrainian Academy of Arts and Sciences in the U.S., Vol. 9 (1961).
- A Concise History of the Communist Party of the Soviet Union (New York: Praeger, 1960) та ін.